# Німотузумаб
Німотузумаб (англ. Nimotuzumab, лат. Nimotuzumabum), також h-R3, BIOMAb EGFR, TheraCIM — синтетичний препарат, який є химерним генно-інженерним моноклональним антитілом до рецептора епідермального фактора росту людини (HER1). Німотузумаб застосовується виключно внутрішньовенно. Німотузумаб розроблений у Центрі молекулярної імунології в кубинській столиці Гавані, пізніше частина прав на препарат передана «YM Biosciences». Німотузумаб проходив клінічні дослідження у 37 країнах світу, зокрема Бразилії, Німеччині, Канаді, Індії, Китаї, та отримав статус орфанного препарату в Європейському Союзі для лікування гліоми в 2004 році. Препарат отримав схвалення у 24 країнах світу для лікування раку голови та шиї, проводяться дослідження ефективності німотузумабу при недрібноклітинному раку легень, раку стравоходу, колоректальному раку, раку підшлункової залози. Проте німотузумаб не отримав схвалення Європейського агентства з лікарських засобів для лікування гліоми у дітей та підлітків, оскільки компанія-виробник не навела достатньо доказів, що препарат може вироблятися в достатніх кількостях безпечним способом, а також не було наведено доказів ефективності та безпечності препарату. У Європі, а також у Японії, проводяться нові клінічні дослідження щодо ефективності німотузумабу.

## Фармакологічні властивості
Німотузумаб — синтетичний лікарський препарат, який є генно-інженерним рекомбінантним гуманізованим (від миші моноклональним антитілом до епідермального фактору росту людини (HER1). Механізм дії препарату полягає у зв'язуванні із позаклітинним доменом рецептора епідермального фактору росту людини HER1, що призводить до інгібування фактору росту та блокування проліферації пухлинних клітин, а в подальшому до руйнування пухлинних клітин. Німотузумаб застосовується у ряді країн світу для лікування гліоми і раку голови та шиї, проте не має офіційного схвалення в ЄС та США. У ряді країн світу проводяться дослідження ефективності німотузумабу при недрібноклітинному раку легень, раку стравоходу, колоректальному раку, раку підшлункової залози.

### Фармакокінетика
Німотузумаб відносно повільно розподіляється в організмі після ін'єкції. Біодоступність препарату після внутрішньовенного застосування становить 100 %. Високі концентрації препарату спостерігаються в печінці, селезінці, серці, сечовому міхурі та нирках. Метабізм німотузумабу не досліджений. Виводиться препарат переважно із сечею. Період напіввиведення препарату при одноразовому застосуванні становить 302,95 годин, при повторних введеннях він знижується до 50 годин. Даних за зміну періоду напіввиведення німотузумабу при печінковій та нирковій недостатності немає.

## Покази до застосування
Німотузумаб застосовують при пізніх стадіях гліоми в дітей і дорослих та при раку голови і шиї в дорослих.

## Побічна дія
Застосування німотумабу, згідно даних фірм-виробників, не супроводжується значною кількістю побічних ефектів. Згідно із даними фірм-виробників, найчастішими побічними ефектами препарату є гарячка, нудота і блювання, сухість у роті, загальна слабість, артеріальна гіпотензія або гіпертензія, озноб, гіперемія обличчя. Серед інших побічних ефектів найчастіше спостерігається запор, збільшення активності амінотрансфераз та гаммаглутамілтранспептидази, підвищення рівня креатиніну в крові, анемія, лейкопенія, тромбоцитопенія, носова кровотеча, езофагіт, шкірні алергічні реакції, кашель, головний біль, тремор.

## Протипоказання
Німотузумаб протипоказаний при застосуванні при підвищеній чутливості до препарату або до білків миші, у віці до 3 років, при вагітності та годуванні грудьми.

## Форми випуску
Німотузумаб випускається у вигляді концентрату для приготування розчину для інфузій у флаконах із вмістом діючої речовини 50 мг. Реєстрація німотузумабу в Україні закінчилась у вересні 2012 року.